# Aleksander Poleshchuk
Aleksander Fyodorovich Poleshchuk (em russo:  Александр Фёдорович Полещук) (Cheremkhovo, 30 de outubro de 1953) é um ex-cosmonauta russo.
Formado em engenharia mecânica pelo Instituto de Aviação de Moscou em 1977, trabalhou na empresa aeroespacial estatal Energia como engenheiro de testes, na área de técnica de reparos durante os voos espaciais, onde acumulou grande experiência em operar em condições simuladas de microgravidade.
Selecionado como cosmonauta do programa espacial soviético em 1989, em março de 1992 fez curso de treinamento avançado para voos nas naves Soyuz e na estação espacial Mir.
Foi ao espaço em janeiro de 1993, como engenheiro de voo da Soyuz TM-16, para uma missão de 179 dias a bordo da Mir, junto com o comandante Gennadi Manakov. Durante a missão ele realizou 10 horas de caminhadas espaciais.
Apesar de treinar como cosmonauta reserva da missão Soyuz TM-21 em 1995, não foi mais ao espaço.